# Charles Rouquet et Cie
Charles Rouquet et Cie war ein französischer Hersteller von Automobilen.

## Unternehmensgeschichte
Das Unternehmen aus Suresnes begann 1920 mit der Produktion von Automobilen. Der Markenname lautete Monitor. 1921 oder 1922 endete die Produktion.

## Fahrzeuge
Angeboten wurden Cyclecars. Es gab ein Modell mit einem Einzylindermotor und zwei Modelle mit einem V2-Motor von Train mit 747 cm³ Hubraum (Bohrung × Hub 74 × 87 mm). In einer Ausführung war das Zweizylindermodell mit Frontmotor und Riemenantrieb, in der anderen Ausführung mit Heckmotor und Kettenantrieb ausgestattet.